# Bek Air
Bek Air – kazachskie linie lotnicze z siedzibą w Ałmaty, obsługujące połączenia wewnątrz Kazachstanu. Głównym hubem był port lotniczy Orał Ak Żoł.

## Flota
| Typ samolotu    | W serwisie | Zamówione | Miejsca w samolocie | Miejsca w samolocie | Miejsca w samolocie | Uwagi                                                                                      |
| Typ samolotu    | W serwisie | Zamówione | B                   | Z                   | Razem               | Uwagi                                                                                      |
| --------------- | ---------- | --------- | ------------------- | ------------------- | ------------------- | ------------------------------------------------------------------------------------------ |
| Fokker 100      | 8          | —         | 9                   | 100                 | 109                 | Jeden samolot uległ wypadkowi.                                                             |
| Irkut MC-21-300 | —          | 10        | —                   | —                   | —                   | Planowane do wprowadzenia w 2021 roku. Samoloty te miały zastąpić maszyny typu Fokker 100. |
| Razem:          | 8          | 10        |                     |                     |                     |                                                                                            |

## Wypadki i Incydenty
27 grudnia 2019 o godz. 7:22 czasu lokalnego (2:22 czasu polskiego) doszło do katastrofy samolotu Fokker 100 linii Bek Air. Z powodu katastrofy 17 kwietnia 2020 władze Kazachstanu odebrały liniom Bek Air pozwolenie na wykonywanie przewozów lotniczych.